# 立花寛正
立花 寛正（たちばな ともまさ、1859年6月13日（安政6年5月13日）- 1939年（昭和14年）2月19日）は、日本の実業家。

## 経歴
福岡日日新聞を創刊して終始一貫その経営に参与した。福岡日日新聞社の資本主代表者でもある。
第九十六国立銀行（柳川銀行）取締役、福岡県会議員、柳川興産会社社長、城内村会議員、福岡農工銀行取締役などを務める。
筑後柳河藩の第十三代当主である立花鑑寛（あきとも）の三男で、立花家一門の立花大学家の第七代当主。二男寛治（ともはる）が、立花家一門の立花大学家の養子となっていたが、1873年（明治6年）1月に長男鑑良が病死したため、実家に復籍した。このため、十時家に養子に行っていた三男である寛正も実家に復籍して、立花中務の養子となり、立花通厚の興した大学家家督を相続。
慶應義塾福沢諭吉門下生。寛正は福沢諭吉が1890年（明治23年）、慶應義塾に大学部を設立した時に在学していた。諭吉が訪米した際、寛正も誘いを受け、本人は渡米を希望したが、断念。

## 親族
- 妻 立花千代子 - 立花親徳の次女。

## 墓所
- 福厳寺 (柳川市)